# Launch Complex 2
| Launch Complex 2 | Launch Complex 2             |
| ---------------- | ---------------------------- |
| Koordinaten      | 28° 27′ 57″ N, 80° 32′ 13″ W |
| Typ              | Orbital Launch Site          |
| Betreiber        | U.S. Space Force             |
| Launch Pads      | 1                            |
| Raketen          | Snark                        |
| Erster Start     | 18. Februar 1954             |
| Letzter Start    | 6. April 1960                |
| Starts insgesamt | 15                           |
| Status           | inaktiv                      |
| CCAFS            |                              |

Der Launch Complex 2 (LC-2) ist eine stillgelegte Startrampe der Cape Canaveral Space Force Station (ehemals CCAFS) auf Merritt Island, Cape Canaveral in Florida, USA. Sie wurde zwischen 1954 und 1960 für 15 Starts zur Entwicklung und zum Test des Snark-Marschflugkörpers verwendet.

## Geschichte
Ursprünglich wurde die Startrampe zusammen mit LC-1, LC-3 und LC-4 für das Snark-Marschflugkörper-Programm gebaut. Der erste Start erfolgte am 18. Februar 1954. Der Startkomplex wurde bis zum 6. April 1960 für Marschflugkörper benutzt. Später wurde er als Hubschrauberlandeplatz während des Mercury-Programms verwendet. Zuletzt wurde der Startplatz in den 1980er Jahren für Radarballons genutzt.

## Startliste
| Datum              | Mission              |
| ------------------ | -------------------- |
| 18. Februar 1954   | Snark N-69A GM-3396  |
| 26. April 1954     | Snark N-69A GM-11111 |
| 10. Februar 1955   | Snark N-69C GM-13106 |
| 26. April 1955     | Snark N-69C GM-13108 |
| 13. Juli 1955      | Snark N-69C GM-13112 |
| 14. November 1956  | Snark N-69D 52-10982 |
| 20. Dezember 1956  | Snark N-69D 53-8171  |
| 1. Oktober 1957    | Snark N-69D N-3316   |
| 27. Juni 1958      | Snark N-69E N-3413   |
| 25. August 1958    | Snark N-69E N-3411   |
| 19. September 1958 | Snark N-69E N-3414   |
| 6. November 1959   | Snark SM-62A N-3417  |
| 11. Dezember 1959  | Snark SM-62A N-3416  |
| 3. März 1960       | Snark SM-62A N-3426  |
| 6. April 1960      | Snark SM-62A N-3427  |